# چانگ ژنمینگ
چانگ ژنمینگ (به چینی: 常振明) (زاده اکتبر ۱۹۵۶) کارآفرین، بانکدار و مدیر ارشد اجرایی چینی است، که در حال حاضر به‌عنوان مدیر عامل اجرایی شرکت سیتیک پسیفیک و رییس هیئت مدیره سیتیک گروپ فعالیت می‌نماید. وی در فاصله سال‌های ۲۰۰۴ تا ۲۰۰۶ نیز مدیرعاملی بانک سازندگی چین را برعهده داشت.